# World Games 2025/Kraftdreikampf
Bei den World Games 2025 in Chengdu wurden vom 14. bis 17. August 16 Wettbewerbe im Kraftdreikampf ausgetragen. Austragungsort war das Hi-Tech Zone Sports Centre Gymnasium.

## Bilanz

### Medaillenspiegel
| Platz  | Land                         | Gold | Silber | Bronze | Gesamt |
| ------ | ---------------------------- | ---- | ------ | ------ | ------ |
| 1      | Ukraine                      | 2    | 5      | 3      | 10     |
| 2      | Chinesisch Taipeh            | 2    | 1      | –      | 3      |
| 3      | Kanada                       | 2    | –      | 1      | 3      |
| 4      | Vereinigte Staaten           | 1    | 2      | 2      | 5      |
| 5      | Schweden                     | 1    | 1      | 2      | 4      |
| 6      | Neuseeland                   | 1    | 1      | 1      | 3      |
| 7      | Japan                        | 1    | 1      | –      | 2      |
| 8      | Frankreich                   | 1    | –      | 2      | 2      |
| 8      | Norwegen                     | 1    | –      | 2      | 3      |
| 10     | Großbritannien               | 1    | –      | 1      | 2      |
| 11     | Amerikanische Jungferninseln | 1    | –      | –      | 1      |
| 11     | Georgien                     | 1    | –      | –      | 1      |
| 11     | Polen                        | 1    | –      | –      | 1      |
| 14     | Italien                      | –    | 2      | 1      | 3      |
| 15     | Belgien                      | –    | 1      | –      | 1      |
| 15     | Libanon                      | –    | 1      | –      | 1      |
| 15     | Ungarn                       | –    | 1      | –      | 1      |
| 18     | Australien                   | –    | –      | 1      | 1      |
| Gesamt | Gesamt                       | 16   | 16     | 16     | 48     |

### Medaillengewinner
Männer
| Disziplin                   | Gold                         | Silber                  | Bronze                     |
| --------------------------- | ---------------------------- | ----------------------- | -------------------------- |
| Leichtgewicht               | Joseph Jordan (ISV)          | Kyota Ushiyama (JPN)    | Clifton Pho (CAN)          |
| Mittelgewicht               | Jurins Kengamu (GBR)         | Enahoro Asein (HUN)     | Kjell Egil Bakkelund (NOR) |
| Schwergewicht               | Anatolij Nowopysmennyj (UKR) | Gustav Hedlund (SWE)    | Emil Norling (SWE)         |
| Superschwergewicht          | Temuri Samcharadse (GEO)     | Etienne El Chaer (LBN)  | Nicolas Peyraud (FRA)      |
| Leichtgewicht Equipped      | Yusuke Satake (JPN)          | Hsieh Tsung-ting (TPE)  | Hassan El Belghiti (FRA)   |
| Mittelgewicht Equipped      | Chiang Kai-chieh (TPE)       | Vitalij Kolomijez (UKR) | Mykola Barannik (UKR)      |
| Schwergewicht Equipped      | Kostjantyn Musijenko (UKR)   | Wolodymyr Rusjew (UKR)  | Ian Bell (USA)             |
| Superschwergewicht Equipped | Yang Sen (TPE)               | Jared Martin (USA)      | Oleksij Bytschkow (UKR)    |

Frauen
| Disziplin                   | Gold                    | Silber                 | Bronze                        |
| --------------------------- | ----------------------- | ---------------------- | ----------------------------- |
| Leichtgewicht               | Tiffany Chapon (FRA)    | Megan-Li Smith (NZL)   | Evie Corrigan (NZL)           |
| Mittelgewicht               | Alba Boström (SWE)      | Sara Naldi (ITA)       | Joy Nnamani (GBR)             |
| Schwergewicht               | Karlina Tongotea (NZL)  | Carola Garra (ITA)     | Marte Kjenner (NOR)           |
| Superschwergewicht          | Brittany Schlater (CAN) | Sonita Muluh (BEL)     | Natalie Soli'ai Laalaai (AUS) |
| Leichtgewicht Equipped      | Zuzanna Kula (POL)      | Tetjana Bila (UKR)     | Anastasija Derewjanko (UKR)   |
| Mittelgewicht Equipped      | Taylor Lachapelle (USA) | Larysa Solowjowa (UKR) | Alessandra Cernigliaro (ITA)  |
| Schwergewicht Equipped      | Marte Elverum (NOR)     | Kelsey McCarthy (USA)  | Matilda Vilmar (SWE)          |
| Superschwergewicht Equipped | Rhaea Stinn (CAN)       | Darja Rusanenko (UKR)  | Mary Jane Krebs (USA)         |